# Gheorghe Ola
Gheorghe Ola (n. 10 octombrie 1928, Cluj, România – d. 1995) a fost un fotbalist și antrenor al Echipei naționale de fotbal a României.

## Distincții
- Ordinul Muncii clasa a III-a (30 aprilie 1962) „pentru cucerirea primului loc în Turneul European de Fotbal Juniori (U.E.F.A.)”[1]